# Jens Groß
Jens Groß (* 1959 in München) ist ein deutscher Schauspieldirektor, Hochschullehrer, Autor und Regisseur.

## Leben und Wirken
Jens Groß machte nach dem Abitur zunächst eine Buchhandelslehre. Von 1982 bis 1985 folgte sein erstes Festengagement als Schauspieler, Regie- und Dramaturgieassistent am Schauspielhaus Wien. Anschließend war er bis 1988 als Schauspieler, Dramaturg und Leitungsmitglied des Reinhardt-Ensembles in Wien tätig. Von 1988 bis 1992 studierte er Germanistik und Philosophie in Regensburg. Er war in Folge Dramaturg am Staatstheater Braunschweig (1992–1996), am Niedersächsischen Staatstheater Hannover (1996–1999) und dann bis 2001 am Bayerischen Staatsschauspiel in München.
Von 2001 bis 2009 arbeitete er als Chefdramaturg und Stellvertreter der Intendantin Elisabeth Schweeger am Schauspiel Frankfurt. Danach war er in Folge Dramaturg am Staatsschauspiel Dresden, leitender Dramaturg am Maxim Gorki Theater Berlin, Chefdramaturg und Stellvertreter des Intendanten am Schauspiel Köln und von 2015 bis 2018 leitender Dramaturg und Stellvertreter der Schauspieldirektorin am Theater Bonn.
Lehraufträge hatte er an der Johann Wolfgang Goethe-Universität Frankfurt (Dramaturgie) und an der Musikhochschule Frankfurt (Regie), an der Universität der Künste Berlin (Szenisches Schreiben) und an der Musikhochschule Leipzig (Dramaturgie). Außerdem hatte er mehrfach Gastprofessuren am Deutschen Literaturinstitut Leipzig für Szenisches Schreiben inne. Seit 2015 ist er Professor und Studiengangsleiter für Dramaturgie an der Akademie für Darstellende Kunst in Ludwigsburg.
Groß ist daneben seit der Spielzeit 2018/19 Schauspieldirektor am Theater Bonn.